# Kalfszwezerik

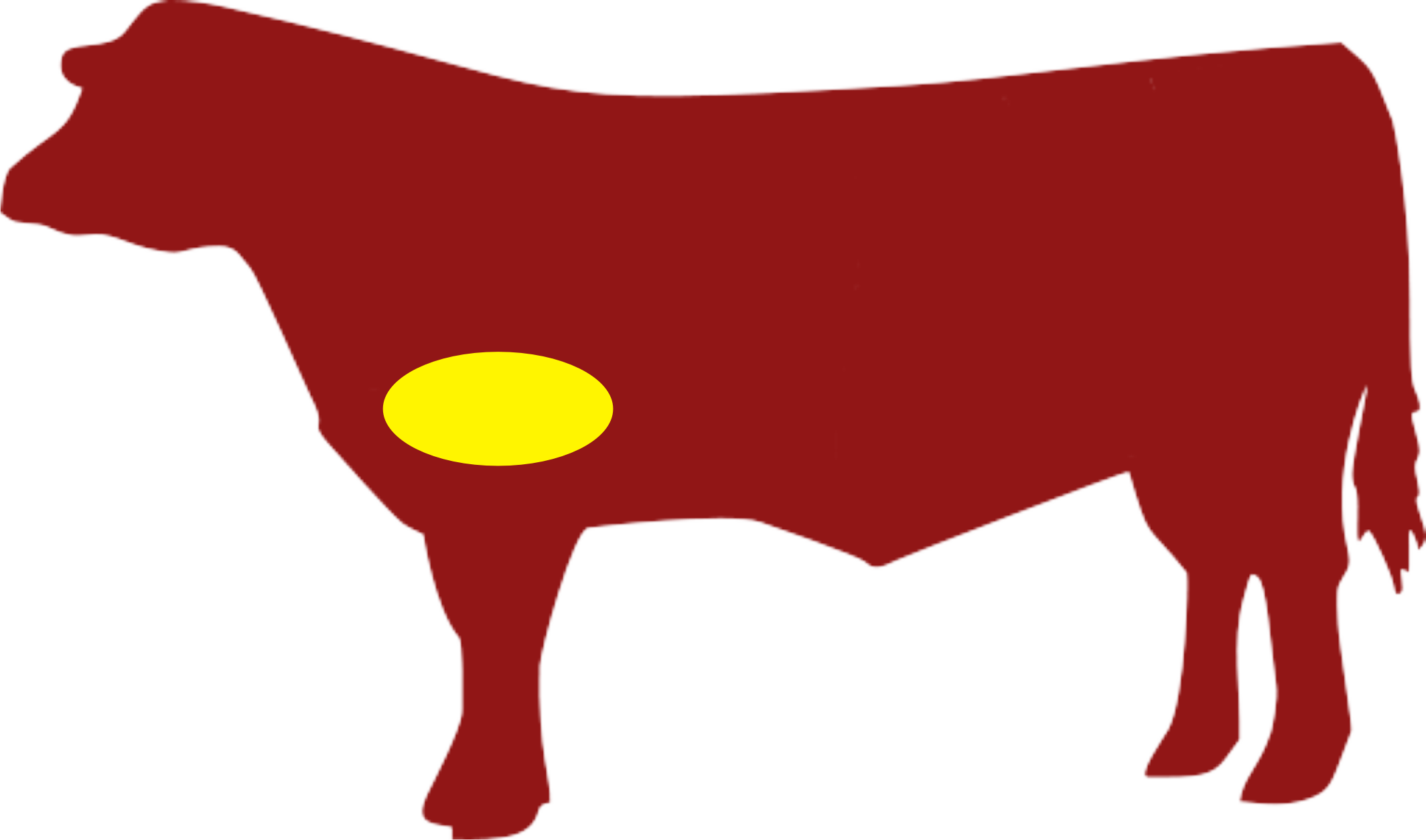
Locatie zwezerik

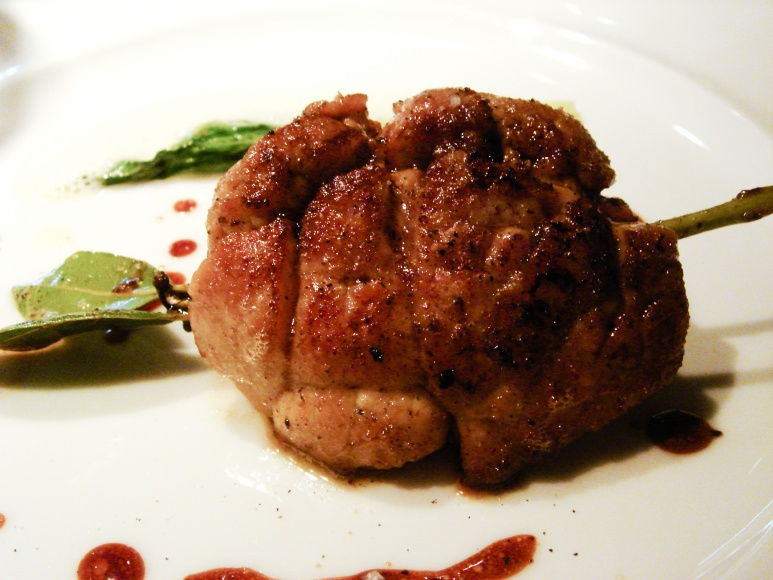
Gebakken kalfszwezerik

Een kalfszwezerik is een van het kalf afkomstig orgaan, dat ook wel de thymus genoemd wordt. Het wordt door liefhebbers van orgaanvlees als een delicatesse beschouwd.
De thymus of zwezerik is een orgaan, een klier. Hij is bij kinderen en jonge zoogdieren te vinden tussen het borstbeen en de luchtpijp. De thymus verschrompelt bij het volwassen worden. Mensen eten de zwezerik van kalf en lam. Het orgaan bestaat uit twee delen: de hartzwezerik die rond en compact is en de halszwezerik die langwerpig en los van structuur is.

## Bereiding
De klier is bleek, wat slap, knobbelig en vormloos. De zwezerik moet voor het bereiden eerst een uur goed gespoeld worden. Daarna wordt hij gepocheerd in bouillon en vervolgens met koud water afgespoeld. Na uitlekken worden vliezen en knobbels verwijderd. Als de zwezerik koud is, wordt hij in plakken gesneden en gebakken of verwerkt in een terrine. Bij koude consumptie wordt meestal mayonaise toegevoegd. De hartzwezerik is groter en malser dan de keelzwezerik, die eigenlijk alleen geschikt is voor terrines en mousses. Zwezerik bevat veel eiwitten, fosfor en zink. Het is een van de weinige dierlijke voedingsmiddelen die vitamine C bevatten.